# ردا گریفیس
رُدا گریفیس (انگلیسی: Rhoda Griffis؛ زادهٔ ۹ ژانویه ۱۹۶۵) بازیگر اهل ایالات متحده آمریکا است. وی همچنین استاد «دانشکدۀ هنرهای زیبای لاوت» در آتلانتا بود.

## گزیده فیلمشناسی
از فیلم‌ها یا برنامه‌های تلویزیونی که وی در آن نقش داشته‌است می‌توان به آثار زیر اشاره کرد.

### سینمایی
- پرنده‌های زرد (۲۰۱۷)
- ۴۲ (۲۰۱۳)
- راهنمایی والدین (۲۰۱۲)
- پرواز (۲۰۱۲)
- زندگی عجیب تیموتی گرین (۲۰۱۲)
- وقتی حامله هستی باید منتظر چه چیزی باشی (۲۰۱۲)
- عطش مبارزه (۲۰۱۲)
- نقطه کور (۲۰۰۹)
- سال یکم (۲۰۰۹)
- خانه مامان گنده ۲ (۲۰۰۶)
- سر به راه باش (۲۰۰۵)
- سفر جاده‌ای (۲۰۰۰)
- خشم ۲ (۱۹۹۹)
- کاب (۱۹۹۴)
- طرح (۱۹۹۳)
- لاو فیلد (۱۹۹۲)

### تلویزیونی
- دختران بدجنس ۲ (۲۰۱۱)
- بهترین مثال (۲۰۰۸)